# پروتون (موشک)
پروتون (به روسی: Прото́н) (با نام قبلی: UR-500) سامانه یک‌بارمصرف پرتاب است، که در پرتاب‌های تجاری و همچنین دولتیِ روسیه مورد استفاده قرار می‌گیرد. اولین موشک پروتون در سال ۱۹۶۵ و همچنان تا سال ۲۰۱۲ در حال استفاده است؛ این طول زمان استفاده، پرتون را به یکی از موفقیت‌آمیزترین پرتاب‌گرهای سنگین تبدیل کرده‌است. تمام موشک‌های پروتون در کروچیف در موسکو ساخته شده و سپس برای پرتاب به پایگاه فضایی بایکونور انتقال می‌یابند. در بایکنور آن‌ها برای پرتاب به صورت افقی قرار گرفته تا برای پرتاب آماده شوند.
مانند بسیاری از پرتاب‌گرهای شوروی، نام بار همراه به نام پرتاب‌گر تبدیل شده‌است. در نتیجه نام مورد نظر پروتون از نام تعداد زیادی از ماهواره‌های علمی ماهواره رپروتون گرفته‌شده‌است، که در میان پرتاب‌های آغازین این سری از موشک‌های بود. دی-۱ ، دی-۱ایی یا اس‌ال-۱۲/اس‌ال-۱۳ از نام‌های دیگر پرتون است.
ظرفیت پرتاب به مدار پایین زمین حدود ۲۲ تن است. این میزان برای مدار ساکن زمینی ۵ تن می‌باشد. پرتاب‌های تجاری با نشان خدمات بین‌اللمللی پرتابی (با نام مخفف IIL) شناخته می‌شوند. در پرتاب تجاری معمولی که برای مدار زمین‌ساکن در نظر گرفته شده، توانایی حمل بار تا ۴و۱۴۰ کیلوگرم تا ارتفاع ۳۵۷۸۶ کیلومتری را به مدار حمل نماید. این حمل در راستای °۱۹٫۷ است.

## تاریخچه
پرتون در ابتدا با هدف «ابر موشک بالستیک قاره‌پیما» آغاز به کار نمود. این موشک برای پرتاب کلاهک جنگی هسته‌ایی با قدرت ۱۰۰-مگاتن (یا بیشتر) طراحی شده‌بود که توانایی طی مافت ۱۳٬۰۰۰ کیلومتر را دارا داشت. پروتون بسیار بزرگ‌تر از یک م.ب.ق. بود و برای این کار نیز هرگز به کار نرفت. یلکه برای موشک پرتابی به کار رفت. این کار زایدهٔ افکار ولادیمر چیلوموی از طرح موشک ان۱ متعلق به سرگر کورولوف بود که قرار بود دو انسان را با زان به ماه بفرستد. با اتمام برنامه موشک ساترن ۵، پروتون تبدیل به بزرگ‌ترین سامانه یک بار مصرف پرتاب در حال خدمت تبدیل شد. این رکورد تا پرتاب اولین انرژیا در سال ۱۹۸۷ و ایجاد موشک تایتان ۴ از سوی ایلات متحده آمریکا در سال ۱۹۸۹ شکسته شد.
بین سال‌های ۱۹۶۵ تا ۱۹۷۰، پروتون ده‌ها پرتاب شکست‌آمیز را تجره نمود. در هر حال زمانی‌که کامل شد، به یکی از قابل اطمینان‌ترین پرتابگرهای سنگین‌وزن مبدل گشت. پرتون با بیش از ۳۳۵ پرتاب و ۸۸٪ موفقیت در تاریخ هوانوردی می‌درخشد.
پرتون پرتاب‌های ماه‌گرد شوروی را انجام می‌داد و قرار بود تا اولین فضاپیمای ماهگرد شوروی باشد. اما مأموریت آپولو ۸ ایلات متحده مانع از ادامه این کار شد. ایستگاه فضایی سالیوت، هستهٔ مرکزی ایستگاه فضایی میر و قطعات توسعه‌ایی آن و همچنین مازول‌های زاریا و زیوزدا از ایستگاه فضایی بین‌المللی توسط موشک پروتون پرتاب شدند. همچنین پروتون حامل بسیاری از کاوشگرها به سمت ماه، مریخ، زحل و حتی دنباله‌دار هالی (با استفاده از موشک چهارمرحله‌ایی از سری دی-۱ایی) بود.
ماهواره‌های تجاری نیز از دیگر محموله‌های پروتون بوده و هستند که توسط خدمات بین‌المللی پرتابی مدیریت می‌شود. آی‌ال‌اس کارش را با پرتاب ماهواه‌های مخابراتی اس‌ایی‌اس، استرا ۱اف در سال ۱۹۹۶ آغاز نمود.
از سال ۱۹۹۴ پرتون حدود ۴٫۳ میلیارد دلار از صنایع فضایی روسیه دریافت نموده و انتظار می‌رود تا در سال ۲۰۱۱ این مقدار به میزان ۶ میلیارد دلار برسد.

## انواع

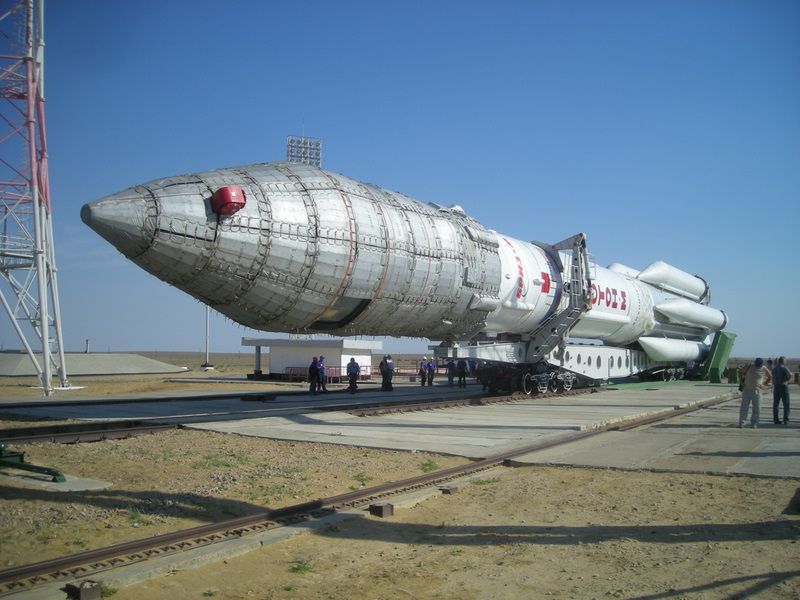
سامانه یک‌بارمصرف پرتاب

### پروتون-کی
پروتون-کی، که طبق شاخص گراو با نام پروتون ۸کی۸۲می یا به اختصار ۸کی۸۲کی نیز شناخته می‌شود، از سری موشک پروتون مشتق شده. این سری از موشک در ایستگاه شماره ۸۱ و ۲۰۰ از بایکونور به فضا پرتاب می‌شد. این موشک تا زمان به روزرسانی آن به نوع پروتون-ام، استفاده می‌شد. آخرین پرتاب وی نیز در تاریخ ۳۰ مارس ۲۰۱۲، یعنی ۳۱۱مین پرتابش، صورت گرفت.
ماهواره‌بر پروتون-کی از سه مرحله تشکیل شده‌است. ۳۰ پرتاب با همین پیکربندی انجام گردید. محلموله‌های پرتون-کی شامل تمام پرتاب‌های صورت گرفته توسط شوروی اعم از ایستگاه فضایی سالیوت، تمام قطعات میر و نیز زاریا و زیوزدا از ایستگاه فضایی بین‌الملی بود. البته تنها یک بخش از ایستگاه فضایی میر با پروتون پرتاب نشد، ماژول داکینگ، چرا که این قطعه توسط شاتل فضاییی ایلات متحده به فضا پرتاب شد.
مانند سایر خانوادهٔ موشک‌ها، پرتون-کی سوخت این موشک نیز توسط دی‌متیل‌هیدرازین نامتقارن و دی‌نیتروژن تترااکسید تأمین می‌شود. این سوخت نیازی به جرقه برای آغاز کار نداشته و به صورت سوخت هایپرگل است و توانایی نگهدار در دمای محیط را نیز داراست. این موضوع باعث جلوگیری از «خطای دمای پایین» می‌گردد در نتیجه موشک قادر است تا زمان زیادی با سوخت پر در ایستگاه پرتابی ساکن باقی بماند بدون اینکه خطر انفجار سوخت متوجه موشک باشد.

### پروتون-ام
پروتون-ام'(Протон-М) با شاخص گراو ۸کی۸۲ام یا ۸کی۸۲کی‌ام، که از موشک پروتون مشتق شده و توسعه‌یافته است. محل پرتاب معمول این موشک، ایستگاه سایت ۸۱ از ایستگاه فضایی بایکونور در قزاقستان پرتاب می‌گردد. این پرتابگر توسط خدمات بین‌المللی پرتابی (آی‌ال‌اس) تجاری‌سازی شده که معمولاً از ایستگاه ۲۰۰/۳۹ پرتاب می‌شود. اولین پروتون-ام در سال ۲۰۰۱ پرتاب شد.
ویژگی پرتون-ام، تغییرات در مراحل ابتدایی، باعث افزایش قدرت فشار و بهره‌وری کامل از نیروی پیشران است. از یک سامانهٔ حلقه‌ایی-بسته برای مرحلهٔ اول موشک استفاده شده که اجازهٔ مصرف تمام پیشرانش را به وی می‌دهد افزایش کارایی موشک در مقایسه ا گونه‌های قدیم‌اش و نیز کاهش مادهٔ تاکسیک از خصوصیات این نسل جدید از موشک‌های سری پروتون است. در نتیحه قادر است تا ۲۱ تن بار را به مدار نزدیک زمین حمل نماید. مرحله سوم این موشک توانیی حمل ۳ تون محموله به مدار زمین‌ساکن یا ۵٫۵ تن محموله مدار انتقالی‌زمین را داراست.
در ۷ ژوئیه ۲۰۰۷، خدمات بین‌المللی پرتابی اولین موشک پرتون-ام بهبودیافته را پرتاب نمود که حامل ماهواره دایرکت‌تی‌وی-۱۰ بود که به مدار حمل می‌نمود. این ۳۲۶مین پرتاب پرتون و ۱۶مین پرتاب پرتون-ام/بریز/ام بود و نیز ۴۱مین پرتاب آی‌ال‌اس بود.

## نگارخانه

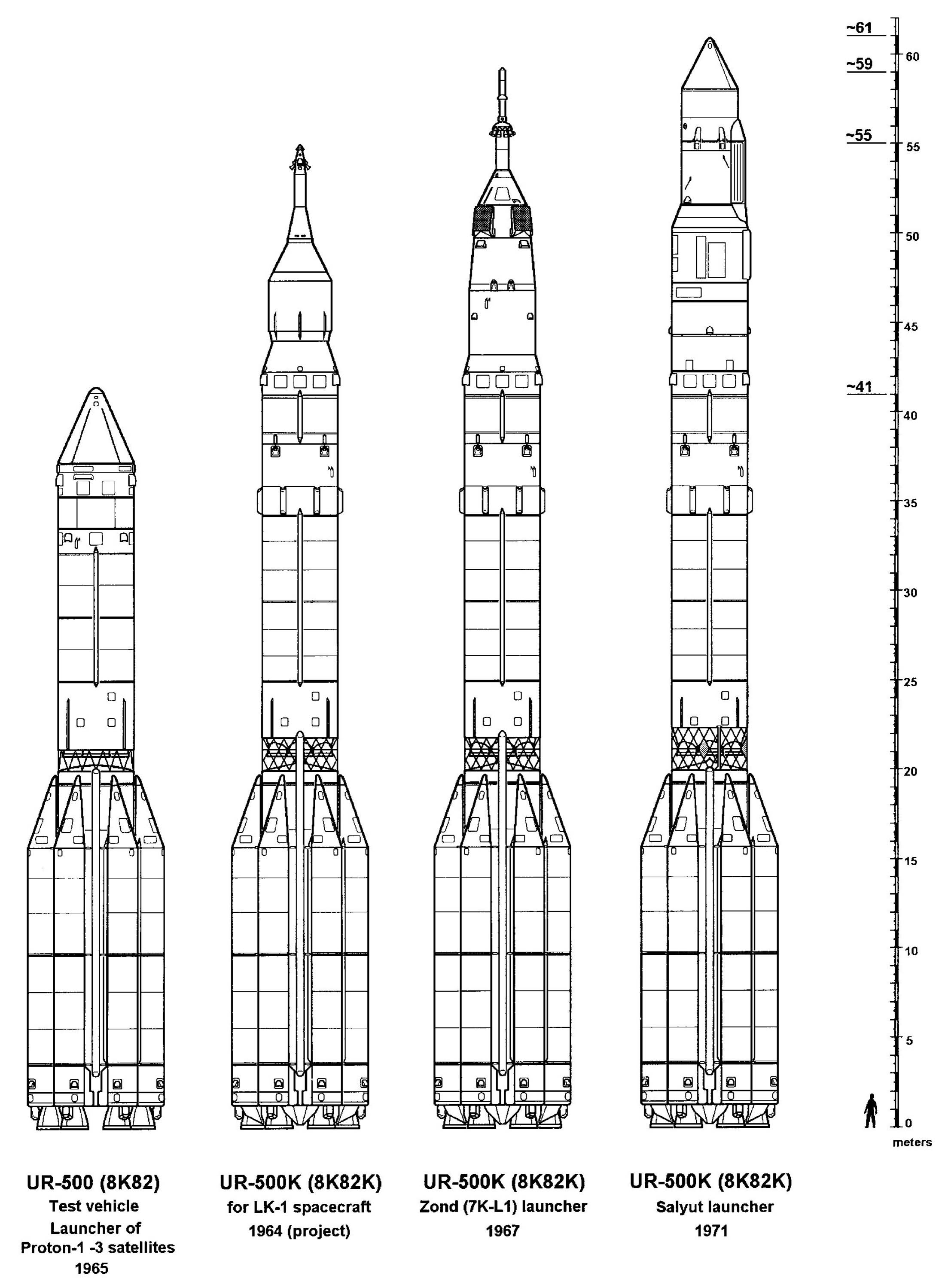
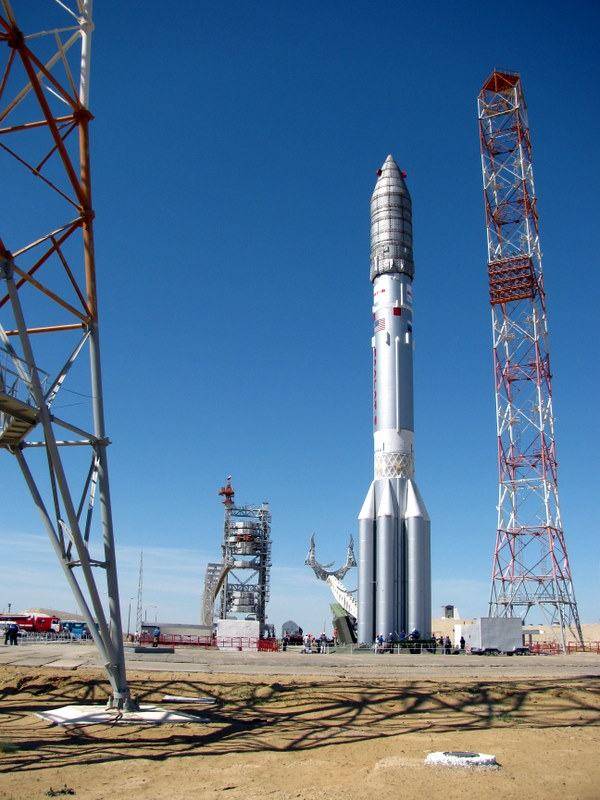
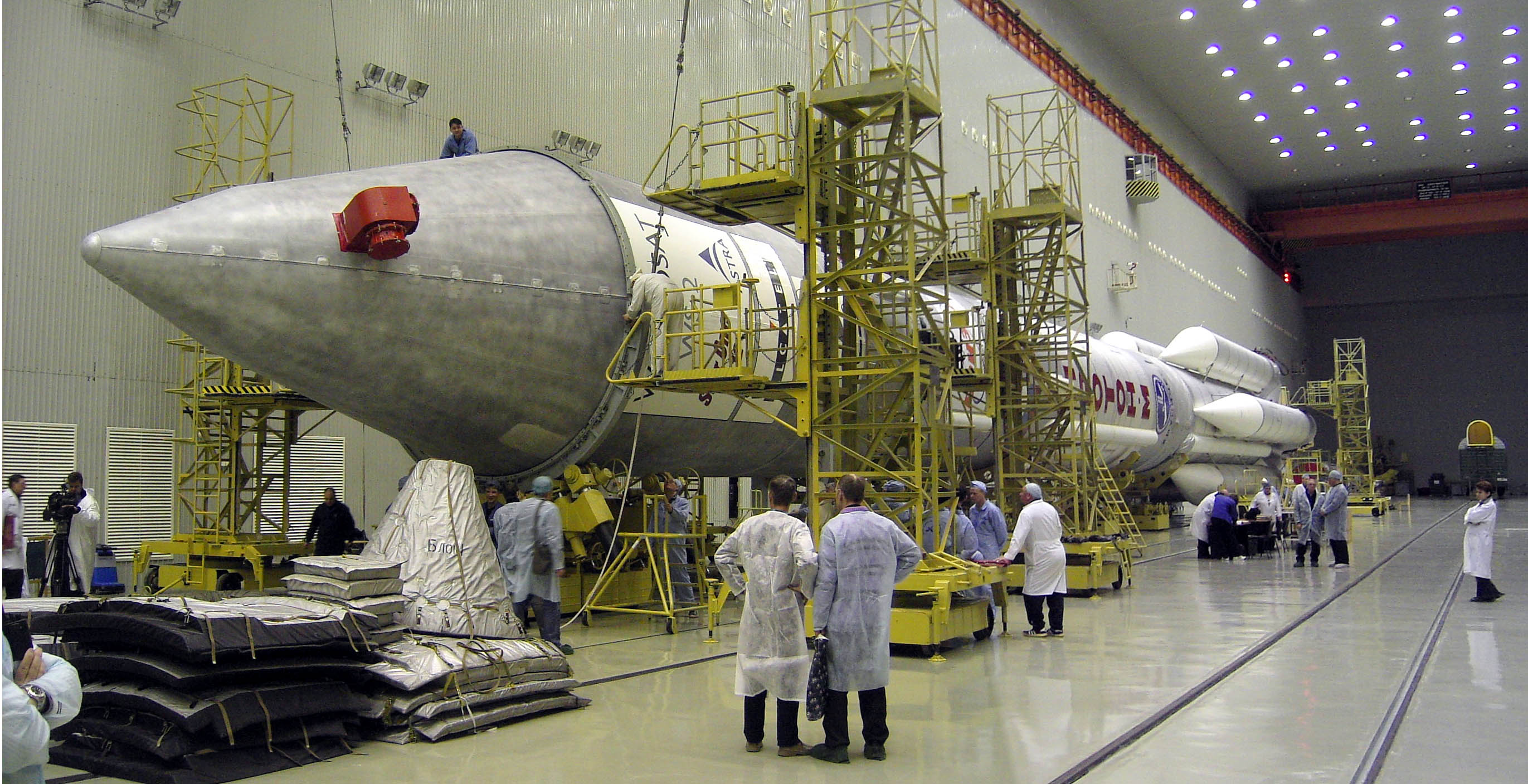
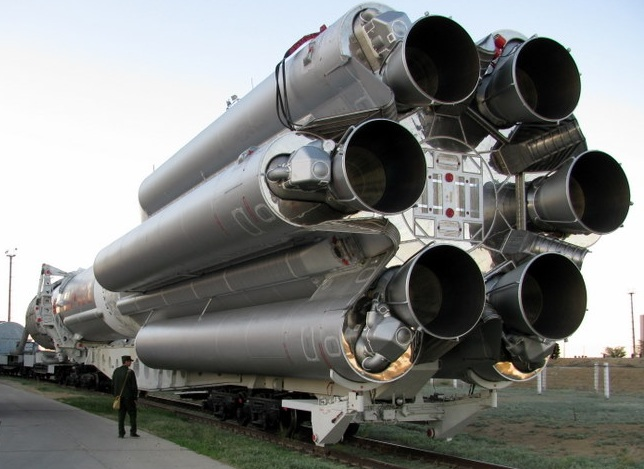
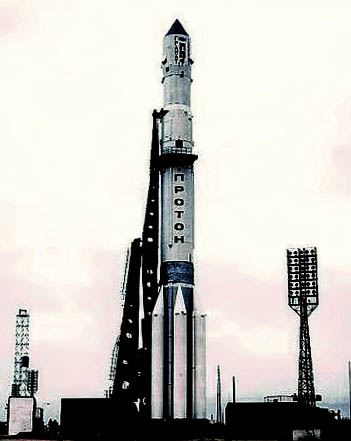
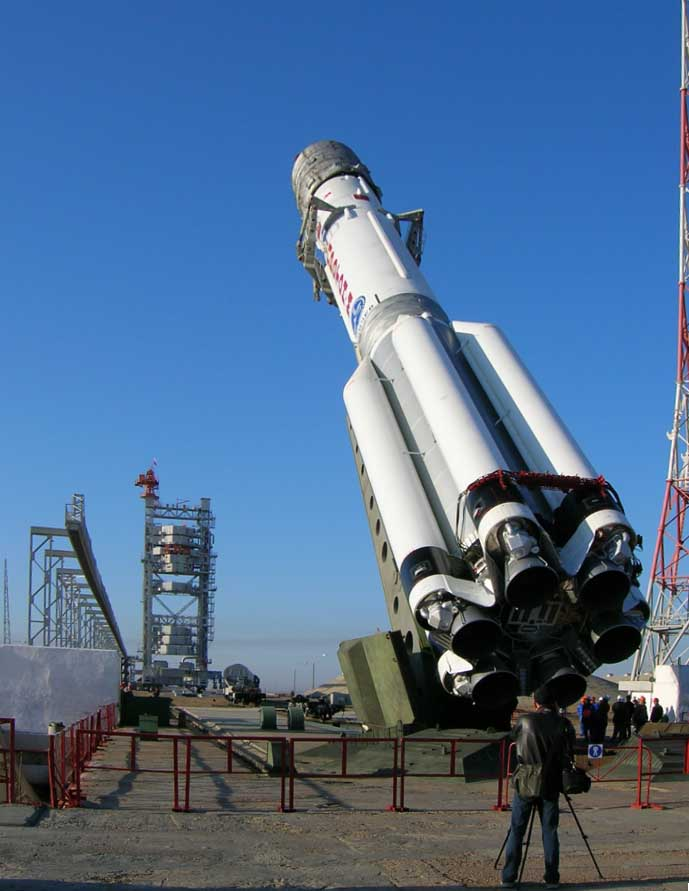
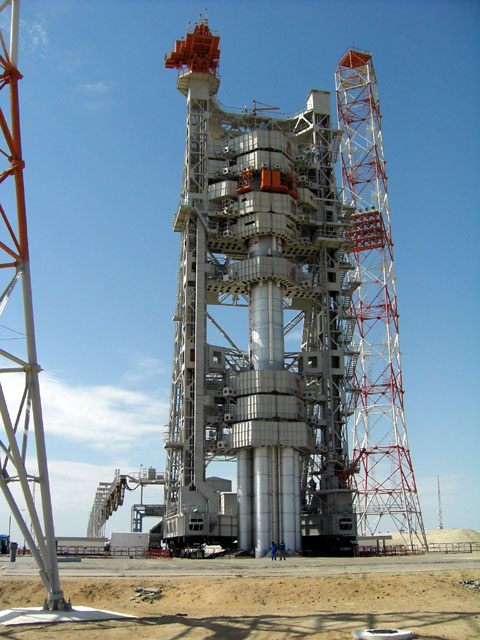